# Rubus amabilis
Rubus amabilis är en rosväxtart som beskrevs av Wilhelm Olbers Focke. Rubus amabilis ingår i släktet rubusar, och familjen rosväxter.

## Underarter
Arten delas in i följande underarter:
- R. a. aculeatissimus
- R. a. microcarpus